# روبرت هيلير
روبرت هيلير (بالإنجليزية: Robert Hillyer)‏ هو مترجم وأستاذ جامعي ومؤلف وشاعر أمريكي، ولد في 3 يونيو 1895 في نيوجيرسي في الولايات المتحدة، وتوفي في 24 ديسمبر 1961 في ويلمنغتون في الولايات المتحدة.

## وصلات خارجية
- روبرت هيلير على موقع ميوزك برينز (الإنجليزية)
- روبرت هيلير على موقع ديسكوغز (الإنجليزية)